# Андраш Секей
Андраш Секей (угор. András Székely, 5 березня 1909 — 1 січня 1943) — угорський плавець.
Призер Олімпійських Ігор 1932 року.
Чемпіон Європи з водних видів спорту 1931 року.